# Grand Prix Formule 1 van Monaco 1968
De Grand Prix Formule 1 van Monaco 1968 werd gehouden op 26 mei in Monte Carlo op het circuit van Monaco. Het was de derde race van het seizoen.

## Uitslag
| Pos. | Nr. | Coureur              | Constructeur  | Rondes | Tijd / Oorzaak uitval | Grid | Punten |
| ---- | --- | -------------------- | ------------- | ------ | --------------------- | ---- | ------ |
| 1    | 9   | Graham Hill          | Lotus-Ford    | 80     | 2:00:32.3             | 1    | 9      |
| 2    | 15  | Richard Attwood      | BRM           | 80     | + 2.2                 | 6    | 6      |
| 3    | 7   | Lucien Bianchi       | Cooper-BRM    | 76     | + 4 Rondes            | 14   | 4      |
| 4    | 6   | Ludovico Scarfiotti  | Cooper-BRM    | 76     | + 4 Rondes            | 15   | 3      |
| 5    | 12  | Denny Hulme          | McLaren-Ford  | 73     | + 7 Rondes            | 10   | 2      |
| NF   | 8   | John Surtees         | Honda         | 16     | Versnellingsbak       | 4    |        |
| NF   | 4   | Pedro Rodriguez      | BRM           | 16     | Ongeluk               | 9    |        |
| NF   | 17  | Jo Siffert           | Lotus-Ford    | 17     | Differentieel         | 3    |        |
| NF   | 1   | Jean-Pierre Beltoise | Matra         | 11     | Ongeluk               | 8    |        |
| NF   | 16  | Piers Courage        | BRM           | 11     | Chassis               | 11   |        |
| NF   | 19  | Dan Gurney           | Eagle-Weslake | 9      | Motor                 | 16   |        |
| NF   | 3   | Jochen Rindt         | Brabham-Repco | 8      | Ongeluk               | 5    |        |
| NF   | 2   | Jack Brabham         | Brabham-Repco | 7      | Ophanging             | 12   |        |
| NF   | 11  | Johnny Servoz-Gavin  | Matra-Ford    | 3      | Aandrijving           | 2    |        |
| NF   | 14  | Bruce McLaren        | McLaren-Ford  | 0      | Ongeluk               | 7    |        |
| NF   | 10  | Jackie Oliver        | Lotus-Ford    | 0      | Ongeluk               | 13   |        |
| NQ   | 18  | Jo Bonnier           | McLaren-BRM   |        |                       |      |        |
| NQ   | 21  | Silvio Moser         | Brabham-Repco |        |                       |      |        |

## Statistieken
| Pole-position | Graham Hill     | Lotus-Ford | 1:28.2 |
| Snelste ronde | Richard Attwood | BRM        | 1:28.1 |

## Noot
- Eerste snelste ronde en podiumplaats voor Richard Attwood.
- Eerste rondes als raceleider voor Johnny Servoz-Gavin.
- Eerste podiumplaats voor Lucien Bianchi en vijfde podiumplaats voor een Belgische coureur.
- Dit was de vierde overwinning van de Grote Prijs van Monaco voor Graham Hill, en hiermee vestigde hij een record. Hij verbrak het oude record van Stirling Moss (3), gevestigd tijdens de Grote Prijs van Monaco van 1961.

1929 · 1930 · 1931 · 1932 · 1933 · 1934 · 1935 · 1936 · 1937 · 1948 · 1950 · 1955 · 1956 · 1957 · 1958 · 1959 · 1960 · 1961 · 1962 · 1963 · 1964 · 1965 · 1966 · 1967 · 1968 · 1969 · 1970 · 1971 · 1972 · 1973 · 1974 · 1975 · 1976 · 1977 · 1978 · 1979 · 1980 · 1981 · 1982 · 1983 · 1984 · 1985 · 1986 · 1987 · 1988 · 1989 · 1990 · 1991 · 1992 · 1993 · 1994 · 1995 · 1996 · 1997 · 1998 · 1999 · 2000 · 2001 · 2002 · 2003 · 2004 · 2005 · 2006 · 2007 · 2008 · 2009 · 2010 · 2011 · 2012 · 2013 · 2014 · 2015 · 2016 · 2017 · 2018 · 2019 · 2020 · 2021 · 2022 · 2023 · 2024 · 2025